# Episodi de Il medico di campagna (undicesima stagione)
L'undicesima stagione della serie televisiva Il medico di campagna è stata trasmessa in anteprima in Germania dalla ZDF tra il 14 dicembre 2001 e il 15 marzo 2002.
| nº | Titolo originale        | Titolo italiano | Prima TV Germania | Prima TV Italia |
| -- | ----------------------- | --------------- | ----------------- | --------------- |
| 1  | Mann auf Rezept         |                 | 14 dicembre 2001  |                 |
| 2  | Maria und Maik          |                 | 21 dicembre 2001  |                 |
| 3  | Der Neue                |                 | 28 dicembre 2001  |                 |
| 4  | Flucht                  |                 | 4 gennaio 2002    |                 |
| 5  | In den nächsten Stunden |                 | 11 gennaio 2002   |                 |
| 6  | Diebe                   |                 | 18 gennaio 2002   |                 |
| 7  | Alt und Jung            |                 | 25 gennaio 2002   |                 |
| 8  | Alte Freunde            |                 | 1º febbraio 2002  |                 |
| 9  | Unerwarteter Besuch     |                 | 8 febbraio 2002   |                 |
| 10 | Ein Wort nur, ein Wort  |                 | 15 febbraio 2002  |                 |
| 11 | Sommertagsliebe         |                 | 1º marzo 2002     |                 |
| 12 | Verwandte               |                 | 8 marzo 2002      |                 |
| 13 | Geburtstag              |                 | 15 marzo 2002     |                 |